# Jurământ de sânge (Star Trek: Deep Space Nine)
„Jurământ de sânge” este cel de-al 39-lea episod din serialul de televiziune SF Star Trek: Deep Space Nine. Este cel de-al 19-lea episod din cel de-al doilea sezon. Episodul a fost difuzat la televiziune pe 28 martie 1994.
Plasat în secolul al XXIV-lea, serialul urmărește aventurile de pe Deep Space Nine, o stație spațială situată în apropierea unei găuri de vierme stabile între cadranele Alfa și Gamma ale galaxiei Calea Lactee, în apropierea planetei Bajor. În acest episod, trei războinici klingonieni legendari vin pe stație pentru a se întâlni cu Jadzia Dax (Terry Farrell) înainte de a porni într-o cruciadă de răzbunare.
Episodul a reprezentat revenirea lui John Colicos, William Campbell și Michael Ansara în rolurile klingonienilor Kor, Koloth și, respectiv, Kang. Fiecare dintre acești actori a interpretat anterior aceste roluri în episoade din serialul original Star Trek. Povestea s-a bazat pe filmele Cei șapte samurai și Cei șapte magnifici, iar scenele au fost filmate în Pasadena, California, precum și pe platourile de sunet de la studiourile Paramount. Episodul a fost urmărit de 8,4 milioane de telespectatori, iar opiniile criticilor au fost mixte.

## Prezentare
Șeful securității Odo (René Auberjonois) are o succesiune de probleme cu klingonienii. Mai întâi, Quark (Armin Shimerman) se plânge de un klingonian bătrân și beat care monopolizează o holocameră. Odo îl îndepărtează pe bărbatul respectiv, Kor (John Colicos), și îl duce într-o celulă de detenție. La scurt timp după aceea, un alt klingonian, Koloth (William Campbell), vine să îl elibereze pe Kor, dar fuge când vede cât de beat este Kor. Jadzia Dax (Terry Farrell) le aude numele și își dă seama de ce au venit, lucru care se confirmă când li se alătură un al treilea klingonian, Kang (Michael Ansara). Cu 81 de ani în urmă, cei trei klingonieni au distrus baza unui lider pirat cunoscut sub numele de „Albinosul” (Bill Bolender). Piratul s-a răzbunat infectând fiecare dintre primii lor fii cu un virus mortal. Curzon Dax, un prieten apropiat al celor trei klingonieni, a fost nașul fiului ucis al lui Kang, iar cei patru au făcut un „jurământ de sânge” klingonian pentru a-l găsi și ucide pe Albinos. Acum, Kang spune că în sfârșit l-a găsit.
Jadzia îi mărturisește maiorului Kira Nerys (Nana Visitor) că se simte obligată să împlinească jurământul lui Curzon, dar Kira o avertizează în legătură cu ceea ce îi va face uciderea cuiva. Kang, la fel, îi spune Jadziei că nu este legată de jurământul lui Curzon, dar ea insistă să se alăture căutării lor pentru a-și putea răzbuna finul. Kor, la fel de vioi ca întotdeauna, este încântat să o aibă alături. Koloth este disprețuitor, până când ea îi arată abilitățile ei cu un bat'leth klingonian. Kang refuză să o accepte, până când ea îl înfurie punându-i la îndoială onoarea. Înainte ca Jadzia să poată cere un concediu de odihnă, comandantul Benjamin Sisko (Avery Brooks) o confruntă în cabina ei, refuzându-i cererea înainte ca ea să o facă. Jadzia îi spune că va pleca și îl roagă să nu o oblige să nesocotească un ordin direct. El nu-i dă permisiunea de a pleca, dar nici nu o oprește.
În drum spre ascunzătoarea Albinosului, cei patru își plănuiesc atacul. Kang sugerează un atac frontal agresiv, cu care klingonienii sunt de acord. Jadzia se confruntă cu el după aceea și află că Albinosul i-a oferit lui Kang o moarte glorioasă în mâinile a patruzeci dintre cei mai buni oameni ai săi. Kang, crezând că apărarea Albinosului este impenetrabilă, a acceptat. Dax creează un plan alternativ pentru a dezactiva toate armele energetice din baza Albinosului, limitându-i pe aceștia la lupta corp la corp. Kang este de acord cu noul plan. Se transportă la suprafață și descoperă că Albinosul a blocat poarta principală pentru a-i ucide pe Kang și pe ceilalți înainte de începerea luptei. Cei patru se deplasează prin complex și îl înfruntă pe Albinos în camerele sale. În timpul luptei, Koloth este ucis și Kang este rănit mortal. Jadzia îl dezarmează pe Albinos, care o tachinează, susținând că nu poate merge până la capăt. Kang îl ucide pe Albinosul distras, înainte de a muri el însuși. Kor și Jadzia părăsesc complexul în timp ce Kor cântă un cântec pentru camarazii săi căzuți la datorie.